# Grotta di San Teodoro
La grotta di San Teodoro si apre a 140 metri sul livello del mare sulla parte rocciosa del pizzo Castellaro, propaggine settentrionale dell'imponente monte San Fratello, a circa 2 km a sud-est del centro abitato di Acquedolci (ME). Deve questo nome ai monaci Basiliani che intorno al mille si rifugiarono al suo interno, in fuga dall'oriente iconoclasta.

## Storia
La grotta, formatasi in seguito ad un fenomeno carsico verificatosi all'incirca otto-dieci milioni di anni fa, conserva una documentazione molto ricca e molto importante della storia della Sicilia, in termini di popolamenti di animali, ormai estinti, e di resti dell'uomo preistorico.
La prima segnalazione della grotta di San Teodoro e dei depositi paleontologici e paleoetnologici ubicati al suo interno e sul talus ad essa antistante, si deve alla esplorazione del barone Anca che nel 1859 eseguì un primo saggio di scavo. Egli notò che all'interno vi erano depositi del Paleolitico superiore e nell'ampio saggio che fece all'ingresso della grotta trovò un sedimento che conteneva resti di animali (elefante nano, iena, cervo, cinghiale, orso, asino). 
Indagini successive furono condotte da Vaufray (1925), Graziosi e Maviglia (1942), Bonfiglio (1982-1985, 1987, 1989, 1992, 1995, 1998, 2002, 2003, 2004, 2005, 2006) e Sineo (2022,2023)
La grotta di San Teodoro fu abitata dall'uomo entro uno spazio di tempo valutabile, all'incirca, tra i 12.000 e gli 8.000 anni a.C. che, dal punto di vista culturale, rappresenta l'ultimo periodo del Paleolitico Superiore italiano comunemente chiamato Epigravettiano finale. 
La singolarità e l'importanza della grotta è data dal ritrovamento delle prime sepolture paleolitiche siciliane: sono cinque crani e due scheletri eccezionalmente completi che per primi hanno consentito una conoscenza approfondita degli antichi abitanti della Sicilia.
Il rituale delle sepolture consisteva nella deposizione del defunto in una fossa poco profonda in posizione supina oppure sul fianco sinistro, circondato da ossa animali, ciottoletti ed ornamenti composti da collane fatte con denti di cervo. Tutte le deposizioni furono ricoperte da un leggero strato di terra e al di sopra fu sparsa dell'ocra (colorante naturale) che formava un sottile livello. La testimonianza più importante è data dal ritrovamento dei resti fossili di una donna di circa 30 anni, alta 164 cm alla quale è stato attribuito il nome di Thea (dal latino Theodora) per collegarlo a quello della grotta.